# ببر خالصه
ببر خالصه (انگلیسی: Babbar Khalsa)، که به‌طور رسمی با نام «ببر خالصه بین‌المللی» (Babbar Khalsa International یا BKI) شناخته می‌شود، یک سازمان شبه‌نظامی خالصه‌گرایانه است که هدف آن ایجاد یک کشور مستقل به نام «خالصتان» در منطقه پنجاب است. این گروه برای دستیابی به این هدف، دست به اقدامات مسلحانه، ترور و بمب‌گذاری زده است و از سوی چندین دولت به‌عنوان یک گروه تروریستی شناخته می‌شود. افزون بر هند، این سازمان در آمریکای شمالی و اروپا نیز فعالیت دارد.
Babbar تلفظ پنجابی از واژه ببر فارسی است.
ببر خالصه در سال ۱۹۷۸ و در پی درگیری با فرقهٔ نیرنکاری‌های سیک شکل گرفت. این گروه در دههٔ ۱۹۸۰ در جریان شورش‌های پنجاب فعال بود و در ژوئن ۱۹۸۵ به شهرت بین‌المللی رسید، زمانی که ۳۲۹ غیرنظامی (که بیشترشان کانادایی بودند) را در پرواز شماره ۱۸۲ خطوط هوایی هند کشت—این حادثه مرگبارترین مورد قتل جمعی در تاریخ کانادا است. همچنین در همان روز، یک بمب‌گذاری نافرجام دیگر در فرودگاه ناریتا در ژاپن که هدف آن یک پرواز دیگر از ایر ایندیا بود، به این گروه نسبت داده شد.
نفوذ این سازمان در دههٔ ۱۹۹۰ کاهش یافت، به‌ویژه پس از آنکه چندین تن از رهبران ارشد آن در درگیری با پلیس هند کشته شدند. این سازمان به‌طور رسمی در ایالات متحده، کانادا، بریتانیا، اتحادیه اروپا، ژاپن، مالزی و هند ممنوع و به‌عنوان گروهی تروریستی شناخته شده است.